# 越村敏昭
越村 敏昭（こしむら としあき、1940年〈昭和15年〉9月20日 - 2023年〈令和5年〉8月13日）は、日本の実業家。東京急行電鉄社長・会長、東急グループ代表、日本ショッピングセンター協会会長、五島美術館理事長等を歴任した。

## 経歴
静岡県出身。1956年、静岡県立静岡高等学校入学(２年次修了まで在籍し転校）。早稲田大学法学部卒業。
1964年（昭和39年）4月、東京急行電鉄株式会社入社。1995年（平成7年）6月、取締役。1999年（平成11年）6月、常務取締役。2001年（平成13年）6月、専務取締役。2003年（平成15年）6月、代表取締役。2005年（平成17年）6月、代表取締役社長。2011年（平成23年）4月、取締役会長。2011年（平成23年）5月、日本ショッピングセンター協会会長。2015年（平成27年）6月、取締役相談役。
2023年（令和5年）8月13日、心不全のため死去。82歳没。